# Viaur
El Viaur és un riu de França, el principal afluent del riu Avairon, per l'esquerra, a Laguépie (Tarn i Garona), a 150 msnm. Neix a 1.090 msnm, al Puech del Pal, en el Massís Central, al departament francès d'Avairon. La seva longitud és de 166 km i drena una conca de 1.530 km². Recorre els departaments d'Avairon i Tarn, formant part del seu límit. Només la seva desembocadura està a Tarn i Garona. El seu territori no conté grans ciutats, la població de la seva conca és de 45.000 habitants. La major part del seu curs es desenvolupa en valls encaixades. Destaca el viaducte de Viaur, a prop de Tanus, construït a principis del segle xx.